# Benjamin Ward Richardson
Sir Benjamin Ward Richardson, MBE, (outubro de 1828 - 21 de novembro de 1896) foi um médico britânico, anestesista, fisiologista, sanitarista e um escritor prolífico sobre a história da medicina.